# Doustioni
Els doustioni o dotchetonne eren una tribu d'amerindis dels Estats Units que vivia en algun lloc de la regió al voltant del Golf de Mèxic; que només es coneixen a partir de registres de l'expedició del Sieur de la Salle, qui els va identificar com a aliats, a finals del segle xvii, com a membres de la confederació Kadohadacho. Alguns autors els han situat al nord-est de Texas, però això mai s'ha demostrat de manera convincent. John Reed Swanton els identificà com a parlants de parla caddo que provenien de la zona al voltant de Bayou Dauchite al nord-oest de Louisiana, però això tampoc és provat. No han sobreviscut més registres de la tribu.